# Reinhard Brückner (Politiker)
Reinhard Brückner (* 10. Juli 1923 in Steinsdorf, Niederschlesien; † 18. Februar 2015) war ein hessischer evangelischer Pfarrer und Politiker (Die Grünen) und Mitglied des Hessischen Landtags.

## Leben
Reinhard Brückner wurde 1923 als Ältestes von fünf Kindern in Niederschlesien geboren. Der Vater war Lehrer, die Mutter gelernte Haus- und Krankenschwester. 1958 heiratete er Renate Brückner (verw. Böhme, geb. Ottmann). Mit der Physiotherapeutin, die drei Kinder mit in die Ehe brachte, hatte er eine gemeinsame Tochter. 1986 ließ er sich in den vorzeitigen Ruhestand versetzen, um mehr Zeit zur Reflexion weltanschaulicher und theologischer Grundsatzfragen zu haben. Nachdem 1997 seine Ehefrau einen Schlaganfall erlitt, zog er sich zurück und pflegte sie. Er verstarb 2015 in Berlin.

## Ausbildung und Beruf
Reinhard Brückner leistete nach dem Abitur 1941 bis 1943 Kriegsdienst als Horchfunker in Nordafrika. Er beantragte am 22. Juni 1941 die Aufnahme in die NSDAP und wurde zum 1. September desselben Jahres aufgenommen (Mitgliedsnummer 8.604.663). Im Rahmen der Entnazifizierung wurde er als Mitläufer eingestuft. Während seiner 4-jährigen Kriegsgefangenschaft studierte er die Bibel und beschloss, Pfarrer zu werden und sich für den Frieden zu engagieren. Nach der Rückkehr aus der Kriegsgefangenschaft studierte er 1949 bis 1953 evangelische Theologie in Marburg an der Lahn und Tübingen und schloss das Studium 1953 ab. Danach war er bis 1972 Pfarrer in Weilburg, Eisemroth und Limburg an der Lahn. Von 1972 bis 1976 war er Leiter der evangelischen Akademie in Johannesburg in Südafrika, zuständig für Namibia und Südafrika. Gegen den Widerstand vieler Kirchenmitglieder öffnete er alle Tagungen, die bis dato nur Weißen vorbehalten waren, für schwarze Lutheraner und gehörte bald zum Kreis der kirchlichen Apartheidsgegner. Er arbeitete eng mit den kirchlichen Apartheidgegnern Beyers Naudé, Wolfram Kistner sowie mit Vertretern der Befreiungstheologie, dem Black Consciousness Movement, Studenten und politischen Aktivisten jenseits der Rassenschranken zusammen. Im Zuge der Schüleraufstände von Soweto 1976, deren Vorbereitung er unterstützt hatte, wurden er, seine Sekretärin, Myrtle Wyngaard, sowie acht weitere Personen unter dem Terrorism Act festgenommen. Während Myrtle Wyngaard etliche Zeit inhaftiert blieb, wurde Brückner des Landes verwiesen und erhielt lebenslanges Einreiseverbot.
Zurück in Deutschland bemühte er sich inner- und außerhalb der Kirche, Gewerkschaften und Politik um Aufklärung der deutschen Öffentlichkeit über das menschenfeindliche Apartheidsystem sowie der bundesdeutschen wirtschaftlichen und politischen Verstrickungen. Er nahm an Tagungen in beiden Teilen Deutschlands und in europäischen Ländern teil, veröffentlichte und diskutierte wiederholt in Rundfunk und Fernsehen. Er war Aktivist der Anti-Apartheidbewegung, einer westdeutschen Solidaritätsbewegung mit dem südafrikanischen Befreiungskampf.

## Politik
Als Pfarrer engagierte er sich in der kirchlichen Jugendarbeit und für ökumenische Zusammenarbeit. Anfang der 1980er Jahre engagierte er sich gegen den Bau einer Wiederaufbereitungsanlage in Merenberg. Bei der Landtagswahl in Hessen 1982 wurden erstmals Vertreter der Grünen Partei, darunter Reinhard Brückner in den Landtag gewählt. Er ging in seiner Demokratiekritik so weit, das Mehrheitsprinzip in Frage zu stellen:

„Die Frage stellt sich, ob nicht eine betroffene, informierte und dadurch qualifizierte Minderheit die eigentliche Mehrheit darstellt und damit eher befugt ist zu entscheiden darüber, was richtig ist und was nicht.“

Der Versuch von Holger Börner, mittels Minderheitsregierung zu regieren („Hessische Verhältnisse“) scheiterte nach wenigen Monaten. Bei den vorgezogenen Landtagswahl in Hessen 1983 wurde Reinhard Brückner, der im Wahlkreis Limburg-Weilburg II kandidiert hatte, erneut über die Landesliste gewählt. Aufgrund des bei den Grünen damals praktizierten Rotationsprinzips musste er am 15. Februar 1984 sein Mandat aufgeben.

## NSDAP-Mitgliedschaft
In der 2011 im Auftrag der Fraktion Die Linke im Hessischen Landtag vom Historiker Hans-Peter Klausch veröffentlichten Studie wird die bekannte Tatsache dargestellt, dass er Mitglied in der NSDAP war. Demnach ist er am 1. September 1941 (im Alter von 18 Jahren) unter der Mitgliedsnummer 8.604.663 als Mitglied der NSDAP aufgenommen worden. Laut der Studie „gehörte [Brückner] zu jenen, die sich in jugendlicher Verblendung nach jahrelanger Indoktrination durch die HJ der Nazipartei angeschlossen hatten. Offensichtlich brachten leidvolle Kriegserfahrungen einen Gesinnungswandel mit sich“. Reinhard Brückner selbst verschleierte seine junge Mitgliedschaft nie und stellte sich in seinem beruflichen und persönlichen Engagement klar gegen die Ideologie des NS-Regimes.

## Schriften
Reinhard Brückner ist Autor einer Reihe von Büchern, hauptsächlich um den Themenkreis südliches Afrika. Seine Arbeiten Zur Situation der Menschheit seit dem Zweiten Weltkrieg wurden nie veröffentlicht, sind jedoch online einsehbar.
Eine Auswahl seiner Bücher:
- Südafrikas schwarze Zukunft. Die Jugendunruhen seit 1976 – ihre Ursachen und Folgen. Frankfurt am Main: Verlag Otto Lembeck. 1977
- Südafrika – welch ein Abenteuer!, 1983